# 斯氏溯河南乳魚
斯氏溯河南乳魚，為輻鰭魚綱胡瓜魚目南乳魚科的其中一種，分布於大洋洲塔斯馬尼亞島淡水、半鹹水域，體長可達8公分，棲息在沿海、溪流、河口區，春季時，成魚會從沿海溯游至河川中產卵，成魚產卵後不久死亡，魚卵於2-3週孵化，並隨波流回大海，可作為食用魚。